# 孔令儀
孔令儀（1915年9月19日—2008年8月22日），是宋嘉澍家族成員，在山西太谷出生，孔祥熙的長女，母親是宋靄齡。孔令儀的乳名叫Baby，英文名Rosamonde Ling E Kung Hwang，與二姨宋慶齡同名。

## 生平
1928年，13歲的孔令儀到南京金陵女子中學唸書，寄居姨父蔣中正官邸。內戰結束，隨父母移居美國紐約。
1943年，孔令仪以留学为名到了美国，在美国宣布与陈纪恩结婚，但最後以分手告終。
1945年，蔣經國函電宋美齡：「……密 母親大人尊鑒 前日遇見令儀 知大人福體已漸復原 無任喜樂 兒定明日隨舅父赴莫斯科 參加中蘇談判 父親前患腰痛之疾 今已痊癒 請勿念 遙祝大人福體康健 兒經國媳方良 謹稟。」:41
60年代初，其與台湾派驻华盛顿担任驻美空军武官的黄雄盛結婚，婚後一直住在紐約，无后嗣。
1981年，姨妈宋美龄移居美国纽约，先后居住的长岛槐谷庄园和曼哈顿上东城公寓的2处寓所，均為孔家產業，并由孔令仪悉心照料，直到22年后的2003年去世。
在2008年8月22日，孔令儀在美国纽约曼哈顿第五大道寓所内去世，享年93歲。8月26日，孔令儀葬禮告別式於紐約曼哈頓舉行，之後她葬於紐約上州芬克里夫墓園。

## 外部參考
- 孔祥熙長女孔令儀憶宋氏三姐妹（页面存档备份，存于）
- 照顧姨媽宋美齡廿載（页面存档备份，存于）